# Witwangzanger
De witwangzanger (Myioborus albifacies) is een zangvogel uit de familie Parulidae (Amerikaanse zangers).

## Verspreiding en leefgebied
Deze soort is endemisch in de tepuis van zuidelijk Venezuela.